# Blues Deluxe Vol. 2
Blues Deluxe Vol. 2 è il sedicesimo album in studio del musicista statunitense Joe Bonamassa, pubblicato nel 2023.

## Tracce
1. Twenty-Four Hour Blues – 4:32 (Steve Barri, Harvey Price, Dan Walsh) – Bobby Bland cover
2. It's Hard But It's Fair – 3:15 (Robert Parker) – Bobby Parker cover
3. Well, I Done Got Over It – 2:54 (Eddie Jones) – Guitar Slim cover
4. I Want to Shout About It – 4:12 (Steve Gomes, Ronald Horvath) – Ronnie Earl and the Broadcasters
5. Win-O – 5:29 (Connie Crayton) – Pee Wee Crayton cover
6. Hope You Realize It (Goodbye Again) – 3:58 (Joe Bonamassa, Tom Hambridge)
7. Lazy Poker Blues – 3:17 (Clifford Davis, Peter Green) – Fleetwood Mac cover
8. You Sure Drive a Hard Bargain – 3:59 (Bettye Crutcher, Allen Jones) – Albert King cover
9. The Truth Hurts (featuring Josh Smith and Kirk Fletcher) – 4:35 (Bob Greenlee, Ernie Lancaster, Kenny Neal, Jim Payne) – Kenny Neal
10. Is It Safe to Go Home – 6:22 (Josh Smith)